# Mária Takács
Mária Takács (6 de marzo de 1966) es una deportista húngara que compitió en halterofilia.
Ganó doce medallas en el Campeonato Mundial de Halterofilia entre los años 1987 y 1998, y diez medallas en el Campeonato Europeo de Halterofilia entre los años 1989 y 1998.

## Palmarés internacional
| Campeonato Mundial | Campeonato Mundial              | Campeonato Mundial | Campeonato Mundial |
| Año                | Lugar                           | Medalla            | Categoría          |
| ------------------ | ------------------------------- | ------------------ | ------------------ |
| 1987               | Daytona Beach (Estados Unidos)  | Medalla de plata   | 75 kg              |
| 1988               | Yakarta (Indonesia)             | Medalla de plata   | 67,5 kg            |
| 1989               | Mánchester (Reino Unido)        | Medalla de plata   | 67,5 kg            |
| 1990               | Sarajevo (Yugoslavia)           | Medalla de bronce  | 67,5 kg            |
| 1991               | Donaueschingen (Alemania)       | Medalla de bronce  | 75 kg              |
| 1992               | Varna (Bulgaria)                | Medalla de bronce  | 75 kg              |
| 1993               | Melbourne (Australia)           | Medalla de bronce  | 76 kg              |
| 1994               | Estambul (Turquía)              | Medalla de plata   | 76 kg              |
| 1995               | Cantón (China)                  | Medalla de bronce  | 76 kg              |
| 1996               | Varsovia (Polonia)              | Medalla de plata   | 76 kg              |
| 1997               | Chiang Mai (Tailandia)          | Medalla de plata   | 76 kg              |
| 1998               | Lahti (Finlandia)               | Medalla de bronce  | 75 kg              |
| Campeonato Europeo |                                 |                    |                    |
| Año                | Lugar                           | Medalla            | Categoría          |
| 1989               | Mánchester (Reino Unido)        | Medalla de oro     | 67,5 kg            |
| 1990               | Santa Cruz de Tenerife (España) | Medalla de oro     | 75 kg              |
| 1991               | Varna (Bulgaria)                | Medalla de plata   | 67,5 kg            |
| 1992               | Loures (Portugal)               | Medalla de plata   | 75 kg              |
| 1993               | Valencia (España)               | Medalla de plata   | 70 kg              |
| 1994               | Roma (Italia)                   | Medalla de oro     | 76 kg              |
| 1995               | Beer Sheva (Israel)             | Medalla de plata   | 76 kg              |
| 1996               | Praga (República Checa)         | Medalla de oro     | 76 kg              |
| 1997               | Sevilla (España)                | Medalla de plata   | 76 kg              |
| 1998               | Riesa (Alemania)                | Medalla de oro     | 75 kg              |